# Britse kiesdistricten
In het Verenigd Koninkrijk wordt voor verkiezingen meestal gebruikgemaakt van een districtenstelsel. Leden van de volgende overheidsorganen worden per kiesdistrict verkozen:
- Het Lagerhuis (House of Commons), zie de lijst van kiesdistricten voor het Britse Lagerhuis;
- Het Schots Parlement (Scottish Parliament), zie de lijst van kiesdistricten voor het Schotse parlement;
- De Assemblee voor Noord-Ierland (Northern Ireland Assembly), zie de lijst van kiesdistricten voor de Noord-Ierse Assemblee;
- De Nationale Vergadering van Wales (Welsh Assembly), zie de lijst van kiesdistricten voor de Nationale Vergadering van Wales;
- De London Assembly (London Assembly), zie de lijst van kiesdistricten voor de London Assembly.